# Nyrax
Nyrax ist der Name einer bei Stephanos von Byzanz in seinem Werk Ethnika (altgriechisch Ἐθνικά;) genannten keltischen Stadt (altgriechisch πόλις Κελτιχή, polis Keltiké). Stephanos bezieht sich dabei auf eine ältere Angabe in der Reisebeschreibung des Hekataios von Milet (Periegesis, altgriechisch Περιήγησις; deutsch „Umriss“). Außer bei Hekataios und Stephanos wird der Name von keinem weiteren antiken Geschichtsschreiber erwähnt. Nyrax soll im frühen 5. Jahrhundert v. Chr. existiert haben und wäre somit eine der ältesten „bekannten“ Keltenansiedlungen.

## Lokalisierungsversuche
Im Gegensatz zu den ebenfalls bei Hekataios erwähnten Städten Massilia (Marseille) und Narbo (Narbonne) kann Nyrax nicht lokalisiert werden, obwohl er es ebenfalls im Hinterland Massilias ansiedelt. Eine manchmal vorgenommene Gleichsetzung mit Nyons ist eine unbelegte Spekulation wegen des ähnlichen Namensanlautes.
Von Historikern des 19. und frühen 20. Jahrhunderts wurde die Vermutung aufgestellt, dass Nyrax mit Noreia, der ebenfalls nicht exakt lokalisierbaren Hauptstadt des Königreichs Noricum identisch sein könnte. Die Lage Noreias auf dem Kärntner Magdalensberg bei Klagenfurt ist nicht unumstritten, wenn auch nach neueren Forschungsergebnissen sehr wahrscheinlich. Da allerdings die früheste historische Erwähnung von Noreia beim Einfall der Kimbern (113 v. Chr.) erfolgte, liegen zwischen Hekataios' Bericht und diesem Zeitpunkt rund vier Jahrhunderte. Auch bleibt nach archäologischen Funden eine Besiedlung des Magdalensberges vor dem späten 2. oder dem 1. Jahrhundert v. Chr. unbelegt. Eine etymologische Verbindung der beiden Namen Nyrax und Noreia ist ebenfalls nicht vorhanden.
Weitere in der neueren Forschung umstrittene Lokalisierungen waren das Land der Ligurer (Ukert, 1832), Niort in der Region Nouvelle-Aquitaine (Bischoff, 1829; Reinganum, 1839), Spanien (Meyer, 1884–1902) und die Heuneburg im Landkreis Sigmaringen (Schneider, 1975).
Auf die oben genannten Vermutungen zur Ortsbestimmung von Nyrax – besonders die Gleichstellung mit Noreia – stützte sich die Argumentation von d’Arbois de Jubainville, die Kelten hätten ihren Ursprung in Zentraleuropa gehabt. Durch die Widerlegung der Lokalisationsthesen wurde auch dieser Theorie die Basis entzogen.